# Annita Demetriou

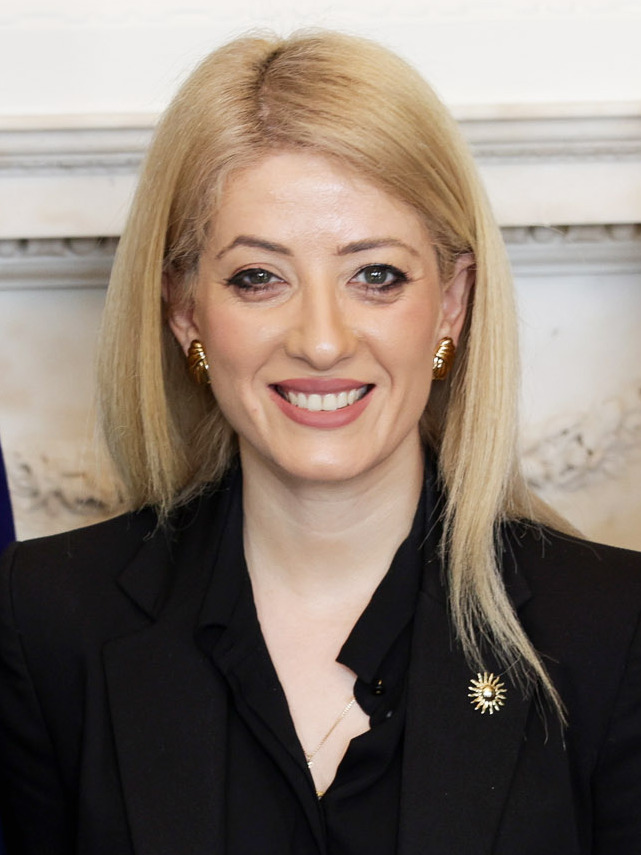
Annita Demetriou (2. Juni 2023)

Annita Demetriou (griechisch Αννίτα Δημητρίου; * 18. Oktober 1985 in Troulli, Bezirk Larnaka) ist eine zyprische Politikerin der konservativ-christdemokratischen Demokratischen Sammlung DISY (Dimokratikos Synagermos), die seit 2016 Mitglied des Repräsentantenhauses (Vouli ton Antiprosópon) und seit 2021 Präsidentin des Parlaments ist. Seit 2023 ist sie zudem Präsidentin der DISY.

## Leben

### Studien, Beginn des politischen Engagements und Mitglied des Repräsentantenhauses
Annita Demetriou absolvierte zunächst ein Studium der Fächer Sozial- und Politikwissenschaften an der Universität Zypern. Ein postgraduales Studium der Fächer Internationale Beziehungen und Europastudien an der University of Kent schloss sie mit einem Master of Arts (M.A. International Relations and European Studies) ab. Sie war danach als Politikwissenschaftlerin tätig und begann ihr politisches Engagement in der Demokratischen Sammlung DISY in der Kommunalpolitik und war zunächst zwischen 2012 und 2016 Mitglied des Gemeinderates von Troulli. Zugleich fungierte sie von 2013 bis 2015 als Sekretär der DISY in der Gemeinde Troulli sowie zwischen 2014 und 2016 als Schatzmeisterin der DISY im Bezirk Larnaka.
Bei der Parlamentswahl in der Republik Zypern am 22. Mai 2016 wurde Annita Demetriou für die DISY im Wahlkreis Larnaka erstmals zum Mitglied des Repräsentantenhauses gewählt und gehört diesem nach ihrer Wiederwahl bei der Parlamentswahl am 30. Mai 2021 seither an. Sie war in der Legislaturperiode von 2016 bis 2021 Schreiberin des Repräsentantenhauses und fungierte als stellvertretende Vorsitzende des Ständigen Ausschusses des Repräsentantenhauses für Menschenrechte und Chancengleichheit für Männer und Frauen sowie des Ständigen Ausschusses für Bildung und Kultur. Des Weiteren war sie auch Mitglied des Ständigen Ausschusses für Entwicklungspläne und öffentliche Ausgabenkontrolle und des Ständigen Ausschusses für Umwelt. 2018 war sie Sprecherin von Nikos Anastasiadis während dessen erfolgreichen Wahlkampfs bei den Präsidentschaftswahlen und wurde 2019 für das Repräsentantenhaus auch Botschafterin des Women Political Leaders’ Network. Darüber hinaus war sie zwischen 2020 und 2023 auch Vizepräsidentin der DISY.

### Parlamentspräsidentin und Präsidentin der DISY

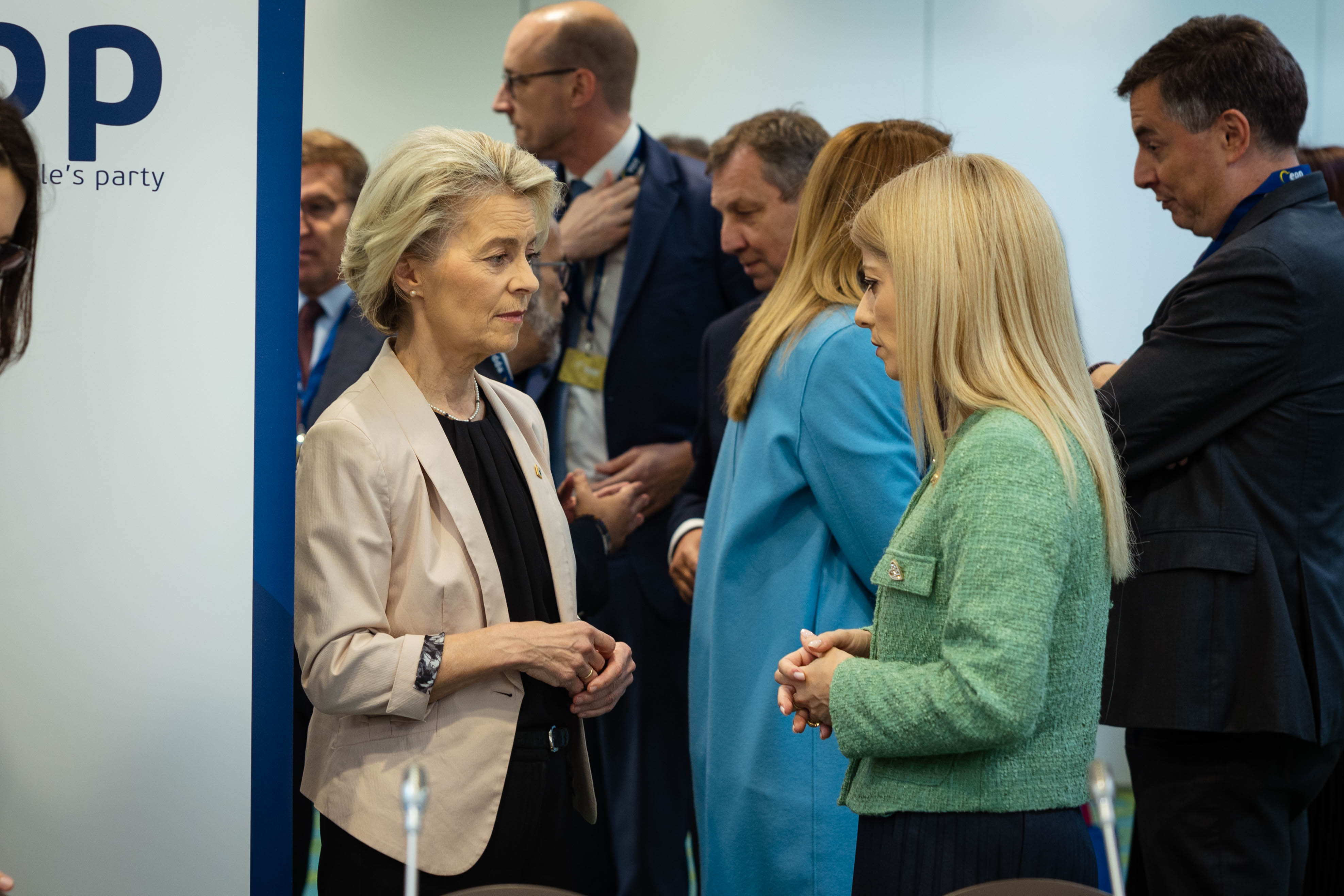
Annita Demetriou im Gespräch mit der Präsidentin der Europäischen Kommission Ursula von der Leyen.

Am 10. Juni 2021 wurde Annita Demetriou für die zwölfte Legislaturperiode zur Präsidentin des Repräsentantenhauses gewählt und löste damit Adamos Adamou von der Fortschrittspartei des werktätigen Volkes AKEL (Anorthotiko Komma Ergazomenou Laou) ab. Als Präsidentin des Repräsentantenhauses ist sie außerdem kraft Amtes Vorsitzende des Auswahlausschusses, des Sonderausschusses für Ethik der Mitglieder des Repräsentantenhauses, des Sonderausschusses für die Erklärung und Prüfung finanzieller Interessen, des Ständigen Ausschusses des Repräsentantenhauses für die Einhaltung der Geschäftsordnung des Repräsentantenhauses und des Ad-hoc-Ausschusses des Repräsentantenhauses zur Überprüfung und Aktualisierung der Geschäftsordnung des Repräsentantenhauses.
Als Nachfolgerin von Averof Neophytou ist Annita Demetriou außerdem seit März 2023 Präsidentin der DISY, nachdem sie sich zuvor bei einer Urwahl mit 14.287 Mitgliederstimmen (69,1 Prozent) deutlich gegen ihren Mitbewerber Dimitris Dimitriou (6.365 Mitgliederstimmen, 30,8 Prozent) durchsetzen konnte. Zugleich wurde sie auch Vorsitzende der DISY-Fraktion im Repräsentantenhaus.
Sie ist mit Andreas Kyprianou verheiratet.